# Elezioni presidenziali in Cile del 1925
Le elezioni presidenziali in Cile del 1925 si tennero il 24 ottobre. Fu la prima elezione diretta del Presidente della Repubblica della storia del paese, come stabilito dalla nuova Costituzione del 1925, promulgata il 18 settembre dello stesso anno.

## Risultati
| Candidati                 | Partiti                                            | Voti    | %     |
| ------------------------- | -------------------------------------------------- | ------- | ----- |
| Emiliano Figueroa Larraín | Partito Liberal Democratico                        | 186 187 | 71,36 |
| José Santos Salas         | Unione Sociale Repubblicana dei Salariati del Cile | 74 091  | 28,40 |
| Voti dispersi             | -                                                  | 617     | 0,24  |
| Totale                    | Totale                                             | 260 895 | 100   |